# 恋をしようよ (河村隆一の曲)
『恋をしようよ』（こいをしようよ）は、2001年11月21日にgai RECORDSから発売された河村隆一9枚目のシングル。

## 概要
特記以外作詞・作曲：ЯK/編曲：土方隆行
1. 恋をしようよ
  - 「ジュリア」「君の前でピアノを弾こう」とともに2007年発売「ever green anniversary edition」セルフカバーに収録されなかった楽曲。
  - 当時の雑誌インタビューで「LUNA SEAと同じことをしていたのでは意味がない」と語っており、この楽曲においても今までのイメージを覆すようなMVを制作している。（CAST Vol.24）
  - 自身初司会番組フジテレビ系「愛の勝ち組×恋の負け組」エンディングテーマ。
2. Break an anxious night
  - Say a Little Prayerに提供した『like or love』の歌詞とメロディを変えてセルフカバーしている。
3. 深月に恋文したためて
  - 作曲：吉田美智子/編曲：山口一久
4. 恋をしようよ（ac g version）
5. 恋をしようよ（for you）